# Conseil de l'île King
Le Conseil de l'île King  est une zone d'administration locale formée de la seule île King dans l'ouest du  détroit de Bass au nord de la Tasmanie en Australie.  Le Conseil siège à Currie qui avait une population de 746 habitants (recensement de 2006.)